# Nevishögs socken
Nevishögs socken i Skåne ingick i Bara härad och är sedan 1971 en del av Staffanstorps kommun, efter 2016 inom Staffanstorps distrikt.
Socknens areal är 12,60 kvadratkilometer varav 12,55 land. År 1950 fanns här 1 348 invånare. Södra delen av Staffanstorp samt kyrkbyn Nevishög med sockenkyrkan Nevishögs kyrka ligger i socknen. 

## Administrativ historik
Socknen har medeltida ursprung. 
Vid kommunreformen 1862 övergick socknens ansvar för de kyrkliga frågorna till Nevishögs församling och för de borgerliga frågorna bildades Nevishögs landskommun. Landskommunen uppgick 1952 i Staffanstorps landskommun som ombildades 1971 till Staffanstorps kommun. Församlingen uppgick 1964 i Staffanstorps församling som 2020 uppgick i S:t Staffans församling.
1 januari 2016 inrättades distriktet Staffanstorp, med samma omfattning som Staffanstorps församling fick 1964 och vari detta sockenområde ingår.
Socknen har tillhört län, fögderier, tingslag och domsagor enligt vad som beskrivs i artikeln Bara härad. De indelta soldaterna tillhörde Södra skånska infanteriregementet och Skånska dragonregementet.

## Geografi
Nevishögs socken ligger söder om Lund. Socknen är en odlingsbygd till del tätbebyggd.
Stora delar av området är märkt som hästområde.

## Fornlämningar
Boplatser från stenåldern är funna.

## Namnet
Namnet skrevs på 1160-talet Nefishog och kommer från kyrkbyn. Efterleden är hög syftande på den mindre höjd som kyrkbyn ligger på. Förleden kan innehålla mansnamnet Nefir..